# Matauco
Matauco (en euskera y oficialmente Matauko) es un concejo del municipio de Vitoria, en la provincia de Álava, País Vasco (España).

## Geografía
El concejo se sitúa en un valle a 8 kilómetros de Vitoria, a la izquierda del río Alegría. Se halla enclavado en una zona constituida por terrenos aluviales y forma parte de la Zona Rural Este de Vitoria.

### Localidades limítrofes
|                 | Norte: Lubiano                                          |               |
| Oeste: Ilárraza |                                                         | Este: Oreitia |
|                 | Sur: Monasterio de Estibaliz (Villafranca de Estíbaliz) |               |

## Etimología
Este concejo aparece ya como Matauco en los primeros documentos en que se recoge en el Cartulario de San Millán de 1025. Por su parte, en 1138 aparece con la grafía Mathauco, mientras que en 1257 aparece escrito como Mataucu.

## Historia
El concejo fue una de las aldeas alavesas que en el 1332 fueron agregadas a Vitoria por el rey Alfonso XI "el Justiciero". En el siglo XII aparece referenciado en la donación de una posesión que tenía en este lugar María López de Estívariz, la cual donó al monasterio de Nájera en el 1138. En el siglo XVI encontramos documentación referente al concejo, como la escritura dada en Valladolid el 11 de mayo de 1542, en que Atanasio de Ayala cedió, entre otras cosas, unos bienes que poseía en Matauco, al hospital de Santiago de Vitoria.
A mediados del siglo XIX, cuando formaba parte del ayuntamiento de Elorriaga, tenía 76 habitantes. Aparece descrito en el undécimo tomo del Diccionario geográfico-estadístico-histórico de España y sus posesiones de Ultramar de Pascual Madoz de la siguiente manera:

MATAUCO: l. del ayunt. de Elorriaga en la prov. de Alava, part. jud. de Vitoria (5/4 de leg.), aud. terr. de Burgos, c. g. de las Provincias Vascongadas, dióc. de Calahorra (17). sit. en la carretera de Vitoria á Pamplona. clima destemplado; le combate el viento N., y se padecen tercianas y fiebres catarrales. Tiene 25 casas; escuela de primera educacion para ambos sexos, dotada con 18 fan. de trigo, igl. parr. (San Pedro Apóstol), servida por 2 beneficiados, uno de ellos con título de cura; 1 ermita dedicada á Sta. Catalina, yp ara el surtido del vecindario varias fuentes de agua comunes y naturales. Confina el térm. N. Lubiano; E. Ilarraza; S. Villafranca, y O. Oreitia, comprendiendo en su circunferencia un monte medianamente poblado. El terreno es arenisco y negro; le atraviesa el r. Zalla, que tiene un puente para pasar la mencionada carretera, que se halla en buen estado. El correo} se recibe de Vitoria por los interesados. prod. trigo, cebada, avena, habas, alholva, maiz y patatas; cria de ganado vacuno, caballar y lanar; caza de codornices, perdices y liebres; pesca de anguilas, barbos y loinas. ind.: ademas de la agricultura y ganaderia hay 1 molino harinero en estado regular. pobl.: 19 vec., 76 alm. riqueza. y contr.: con su ayunt. (V.)
(Madoz, 1848, p. 296)

Décadas después, ya en el siglo XX, se describe de la siguiente manera en el tomo de la Geografía general del País Vasco-Navarro dedicado a Álava y escrito por Vicente Vera y López:

Matauco.—Aldea distante de Vitoria 8 kilómetros, con 27 viviendas, 18 de dos pisos y 9 de uno, de ellas 3 sin habitar; su población de hecho y derecho es de 100, de las primeras son varones 51 y hembras 49. Su parroquia, rural de segunda clase, está dedicada á San Pedro y pertenece al arciprestazgo de Armentia. Tiene una escuela incompleta con clase para adultos. Confina, al N., con Junguitu; al S., con Oreitia; al E., con Arbulo y al O. con Cerio; recolecta cereales y legumbres, criando algún ganado de varias clases. Sus vecinos gozan del aprovechamiento del monte comunal de Cerralde, de 125 hectáreas, plantado de robles. Comunica con Vitoria por la carretera de dicha ciudad á Alegría. Fué una de las aldeas agregadas en 1332.. Sus tierras, de mediana calidad, producen cereales y legumbres; también se cría algún ganado de varias clases. Comunica con Vitoria por un camino vecinal, y fué una de las aldeas agregadas en 1332. En su término estuvo el hoy despoblado lugar de Legardaguchi ó Legarda Menor, del cual no queda ningún vestigio.
(Vera y López, 1915-1921, p. 354)

## Demografía
Actualmente el concejo tiene una población de 49 habitantes según el Padrón Municipal de habitantes del Ayuntamiento de Vitoria.
| Gráfica de evolución demográfica de Matauco entre 2000 y 2018                                            |
| |
| Población (2000-2017) según los censos de población del INE. Población según el padrón municipal de 2018 |

## Cultura

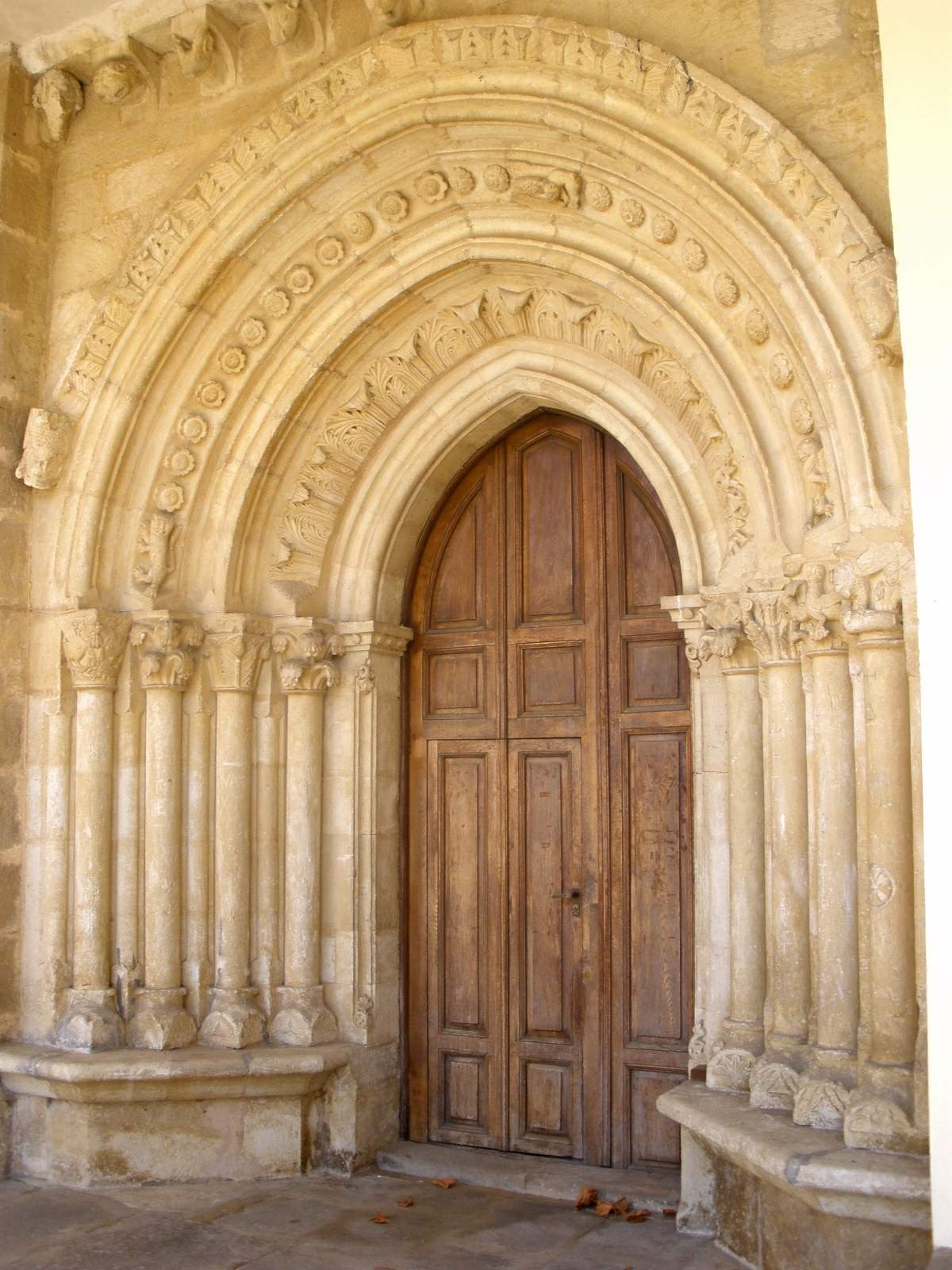
Portada románica de la iglesia de Matauco

### Patrimonio material
- Iglesia de San Pedro Apóstol. Posee una portada del siglo XIII, con arquivoltas talladas en la parte superior y tejaroz con canecillos de figuras humanas y de animales. Su retablo data del siglo XVII.[8]
- Ermita de Santa Catalina. Se trata de la capilla del cementerio.[9]
- Bolatoki-bolera. Instalación erigida para la práctica del juego de bolos en la modalidad de cuatro de palma de la Llanada o "alavesa", asociada a la Sala de Juntas o de Concejo.[10]
- Aunque pertenece a Arrazua-Ubarrundia, los vecinos de varios concejos vecinos, entre ellas las del concejo de Matauco, suelen acudir a la ermita de Ania a la fiesta del 8 de septiembre.

### Patrimonio inmaterial

#### Fiestas y tradiciones
- A los vecinos del concejo se les conocía con el apodo de Robacristos y sus fiestas patronales eran el 29 de junio (San Pedro y San Pablo).